# Сканер персонального досмотра, основанный на технологии проникающего рентгеновского излучения
Сканер персонального досмотра, основанный на технологии проникающего рентгеновского излучения — устройство для выявления запрещённых предметов и контрабанды под одеждой и в полостях тела человека с помощью низкодозного проникающего рентгеновского излучения. Устройство используется для обеспечения безопасности в тюрьмах, таможнях, алмазных рудниках, аэропортах, объектах критической инфраструктуры и помогает выявлять оружие, наркотики, электронику, взрывчатые вещества, а также иную контрабанду, запрещенные предметы и вещества.

## История
В странах СНГ идея сканера персонального досмотра основанного на применении проникающего рентгеновского излучения впервые была представлена и запатентована в 1999 году, как один из вариантов применения аппарата для цифровой рентгенографии (Патент на изобретение № RU 2261465 С1 от 18.05.1999. Автор(ы): Линев Владимир Николаевич, Семеников Анатолий Иванович. Патентообладатель(и): НПЧУП АДАНИ). Годом позже технология была запатентована и в США (U.S. Patent 7 016 473).
В мире существует несколько производителей сканеров персонального досмотра на проникающем рентгене. Это АДАНИ (Беларусь), Smith Detection (США), Nuctech (Китай), OD Security (Великобритания), VMI Security (Бразилия), Advanced OPS (США), Медрентгентех (РФ), Сибас (РФ)

## Принцип действия
Рентгеновское излучение, создаваемое генератором, собирается в узкий пучок благодаря щелевому коллиматору, и проецируется на расположенные напротив него детектор или детекторную Г-образную линейку, проходя через объект насквозь. Затем результат сканирования собираются программным обеспечением в цельный снимок и передается на рабочее место оператора.
Чтобы снизить дозу излучения, воспринимаемую человеком, при досмотре используются генераторы без выделения объектов по атомному номеру, из-за чего снимки с таких сканеров обычно черно-белые. Работы по созданию двухэнергетического сканера человека также ведутся.
Для получения качественного снимка сканируемый объект должен быть статичен. С этой целью либо объект движется сквозь луч между генератором и детектором, стоя на конвейерной ленте либо платформе, либо стоящий человек сканируется движущимся рентгеновским лучом, за которым следует движение детекторной линейки. От выбора метода сканирования зависит компактность и простота конструкции сканера. Полученный сигнал считывается и передаётся на компьютер для обработки. Получившееся в результате сканирования изображение имеет черно-белую цветовую палитру. Вещества разной плотности имеют разную прозрачность и на снимке видны как объекты разной яркости, что и позволяет выявить запрещённые предметы.

## Вариации устройства
Для улучшения эффективности досмотра, изменяют угол, под которым сканируется человек, тем самым ликвидируя плоскостность изображения. По количеству установленных генераторов, можно выделить два основных типа подобных сканеров:
- Однопроекционные (один генератор — при сканировании получается снимок всего тела)
- Двухпроекционные (два генератора — второй генератор под другим углом сканирует наиболее критичную область человеческого тела — абдоминальную зону, где чаще всего может быть обнаружена провозимая контрабанда — желудок и естественные полости тела человека)[5].

В дальнейшем данная идея приобрела как аппаратное, так и программное развитие. Существуют отдельные проекты досмотровых КПП (U.S. Patent 7 397 892). Есть проекты сканеров в рентгенозащитной кабине, позволяющей их использовать в местах повышенного скопления людей. Есть проекты систем скрытого досмотра для установки в VIP резиденции, а также проекты передвижных пунктов досмотра, установленных на шасси различных автомобилей и позволяющих проводить досмотр в различных точках города, границы или страны, в зависимости от тех задач, которые ставят перед системой службы обеспечения безопасности.

## Дополнительные возможности
Современные аппараты дополняются функционалом, позволяющим улучшать эффективность досмотра и минимизировать человеческий фактор разными методами.
- Системы поддержания внимания оператора — случайна подстановка угроз в снимки для того, чтобы внимание оператора не притуплялось
- Системы автоматического обнаружения опасных и запрещенных предметов (наркотиков, оружия)
- Системы интеграции сканеров в охранную инфраструктуру (видеокамеры, интегрированные базы данных, сканеры отпечатков)
- Системы безопасности (системы радиомониторинга и подсчета дозы на человека с привязкой к базам данных)
- Системы интеграции с устройствами похожего назначения

## Безопасность
На текущий момент вред рентгеновских досмотровых сканеров, основанных на низкодозном проникающем рентгеновском излучении не доказан. Естественный радиационный фон земли составляет 2,4 миллизивера в год. В среднем, рентгеновский сканер досмотра человека выделяет 0,03 — 0,2 микрозиверта за сканирование, что в приблизительно в 10 000 раз меньше, чем накопленная годовая доза излучения естественного радиационного фона земли.
Разумеется, рекомендуется следовать двум, общим для работы со всеми источниками радиации принципам, выработанным Управлением по санитарному надзору за качеством пищевых продуктов и медикаментов США — «Оптимизация дозы» (чем меньше, тем лучше) и «Оправдание использования» (облучение только в необходимых случаях).